# Conistra mixta
Conistra mixta är en fjärilsart som beskrevs av Otto Staudinger 1871. Conistra mixta ingår i släktet Conistra och familjen nattflyn. Inga underarter finns listade i Catalogue of Life.